# Prémios Sophia de 2013
A 2.ª Edição dos Prémios Sophia ocorreu a 6 de outubro de 2013, no Teatro Nacional de São Carlos, em Lisboa. Apresentados por José Pedro Vasconcelos. Os nomeados a esta edição foram revelados no dia 10 de setembro de 2013.

## Vencedores e nomeados
NotaOs vencedores estão destacados a negrito.
| Melhor filme | Melhor realizador |
| --- | --- |
| - Tabu - Florbela - Linhas de Wellington - Operação Outono | - Vicente Alves do Ó — Florbela - Miguel Gomes — Tabu - Bruno de Almeida — Operação Outono - Rodrigo Areias — Estrada de Palha - Francisco Manso e João Correia — Aristides Sousa Mendes – O Cônsul de Bordéus                          |
| Melhor ator principal | Melhor atriz principal |
| - Carlos Santos — Operação Outono - Albano Jerónimo — Florbela - Vitor Norte — Aristides de Sousa Mendes - O Cônsul de Bordéus - Ivo Canelas — Florbela | - Dalila Carmo — Florbela - Laura Soveral — Tabu - Teresa Madruga — Tabu - Rita Durão — A Vingança de uma Mulher |
| Melhor ator secundário | Melhor atriz secundária |
| - Albano Jerónimo — Linhas de Wellington - António Fonseca — Florbela - Adriano Luz — Linhas de Wellington - Nuno Melo — Estrada de Palha - Carlos Paulo — Aristides de Sousa Mendes - O Cônsul de Bordéus - João Reis — Em Câmara Lenta - Luís Miguel Cintra — O Gebo e a Sombra                                                                                                   | - Anabela Teixeira — Florbela - Maria João Bastos — A Moral Conjugal - Elisa Lisboa — A Teia de Gelo - Maria João Luís — Em Câmara Lenta - Carla Chambel — Operação Outono                                                              |
| Melhor argumento original | Melhor argumento adaptado |
| - Carlos Saboga — Linhas de Wellington - Vicente Alves do Ó — Florbela - Pedro Lopes — Assim Assim - Rodrigo Areias — Estrada de Palha - Margarida Gil e Maria Velho da Costa — Paixão | - Bruno de Almeida, Frederico Delgado Rosa e John Frey — Operação Outono - Rui Cardoso Martins — Em Câmara Lenta - Manoel de Oliveira — O Gebo e a Sombra - António Torrado e João Nunes — Aristides Sousa Mendes – O Cônsul de Bordéus |
| Melhor direção de fotografia | Melhor direção de arte |
| - Luís Branquinho — Florbela - Rui Poças — Tabu - André Szankowski — Linhas de Wellington - Acácio de Almeida — Paixão | - Isabel Branco — Linhas de Wellington - Sílvia Grabowski — Florbela - Zé Branco — Operação Outono - Fernanda Morais — Aristides Sousa Mendes – O Cônsul de Bordéus                                                                     |
| Melhor som | Melhor guarda-roupa |
| - Jaime Barros, Tiago Matos e Elsa Ferreira — Florbela - Ricardo Leal, António Lopes, José Moreira e Miguel Martins — Linhas de Wellington - Vasco Pimentel, Joaquim Pinto e Nuno Leonel — A Vingança de uma Mulher - Quintino Bastos e Vasco Carvalho — A Moral Conjugal - Ricardo Leal e Miguel Martins — Operação Outono - Vasco Pimentel, Miguel Martins e António Lopes — Tabu | - Sílvia Grabowski — Florbela - Tânia Franco — Linhas de Wellington - Lucha D’Orey — Operação Outono - Susana Abreu — Estrada de Palha                                                                                                  |
| Melhor caracterização | Melhor montagem |
| - Íris Peleira — Linhas de Wellington - Aracelli Fuente Basconcillos e Donna Meirelles — Tabu - Abigail Machado e Mário Leal — Florbela - Sandra Pinto e Ana Ferreira — Aristides Sousa Mendes – o Cônsul Bordéus | - Telmo Churro e Miguel Gomes — Tabu - João Braz — Florbela - Tomás Baltazar — Estrada de Palha - Roberto Perpignani — Operação Outono                                                                                                  |
| Melhor música | Melhor documentário |
| - The Legendary Tigerman e Rita Redshoes — Estrada de Palha - Guga Bernado — Florbela - Joana Sá — Tabu - Dead Combo — Operação Outono | - É na Terra não É na Lua — Gonçalo Tocha - Linha Vermelha — José Filipe Costa - Kolé San Jon é Festa di Kau Berdi — Rui Simões - Cartas de Angola — Dulce Fernandes                                                                    |
| Melhor curta-metragem de ficção | Melhor curta-metragem de animação |
| - Cerro Negro — João Salaviza - Luz da Manhã — Cláudia Varejão - O Dia mais Feliz da Tua Vida — Adriano Luz - O Facínora — Paulo Abreu | - Kali, o Pequeno Vampiro — Regina Pessoa - Sem Querer — João Fazenda - Lágrimas de um Palhaço — Cláudio Sá - Do Céu e da Terra – Isabel Aboim Inglez                                                                                   |
| Melhor curta-metragem documental | |
| - Raul Brandão Era um Grande Escritor — João Canijo - A Rua da Estrada — Graça Castanheira - A Comunidade — Salomé Lamas - A Luz da Terra Antiga — Luís Oliveira Santos | |

### Prémios de carreira
- Acácio de Almeida (diretor de fotografia)
- José Manuel Castello Lopes (distribuidor)
- Laura Soveral (atriz)

### Prémio Mérito e Excelência
- Manoel de Oliveira

## Nomeações e prémios múltiplos
| Nomeações | Filmes                                       |
| --------- | -------------------------------------------- |
| 15        | Florbela                                     |
| 10        | Operação Outono                              |
| 9         | Linhas de Wellington                         |
| 9         | Tabu                                         |
| 6         | Aristides Sousa Mendes – O Cônsul de Bordéus |
| 6         | Estrada de Palha                             |
| 3         | Em Câmara Lenta                              |
| 2         | O Gebo e a Sombra                            |
| 2         | A Moral Conjugal                             |
| 2         | Paixão                                       |
| 2         | A Vingança de uma Mulher                     |

| Prémios | Filmes               |
| ------- | -------------------- |
| 6       | Florbela             |
| 4       | Linhas de Wellington |
| 2       | Tabu                 |
| 2       | Operação Outono      |